# Josef Scheiwl
Josef Scheiwl, křtěný Josef Václav (7. dubna 1833 Hradec Králové – 10. června 1912 Praha-Nové Město) byl český malíř a ilustrátor. Zaměřil se především na církevní obrazy, ilustrace k českým literárním dílům (Rukopis královédvorský, Kytice z pověstí národních) a v časopisech (Světozor). Roku 1857 nakreslil české korunovační klenoty.

## Život a tvorba
Byl synem královéhradeckého měšťana - obuvníka a pozdějšího kostelníka v chrámu Panny Marie. Navštěvoval německou školu a zpíval na kruchtě katedrály sv. Ducha. Jeho pěvecký talent ho předurčoval ke studiu konzervatoře, v čemž ho podporovali i rodiče a přátelé. Mladý Scheiwl se ale nadchl pro malířství. Ve volném čase se pokoušel napodobovat kostelní obrazy a naslouchal vyprávění o slavných umělcích. Rodina z jeho zájmů ale velkou radost neměla, protože výtvarníkům v té době často hrozila bída.
Později nastoupil jako učitel kreslení na podreálku ve Dvoře Králové. Když se tam dověděl, že jako historický malíř bude potřebovat gymnaziální vzdělání, vrátil se roku 1849 do rodného města, kde absolvoval tři ročníky studia. V roce 1852 odjel bez prostředků na pražskou malířskou akademii. Musel zápasit s hmotným nedostatkem, na živobytí si přivydělával doučováním dětí. Ve třetím ročníku se jeho učitelem stal Eduard von Engerth, pozdější ředitel vídeňské galerie v Belvederu.
V roce 1857 byl vybrán, aby pro publikaci c. k. ústřední komise pro zachování památek umění stavitelského v Rakousku nakreslil české korunovační klenoty. Byla to mimořádná zakázka — klenoty byly v té době veřejnosti nepřístupné (což trvalo až do první republiky) a příležitost uvidět je mělo jen několik málo lidí. Scheiwl si musel nechat ušít černé slavnostní šaty a navléci rukavičky, aby se královských památek nedotkl holou rukou. Když v doprovodu profesora Engertha přijel na Pražský hrad, přinesl kardinál Schwarzenberg královskou svatováclavskou korunu na červeném aksamitovém polštáři za vyzvánění zvonů ze Svatovítského chrámu přes Vladislavský sál do staré sněmovní síně. Tam se dojatý Scheiwl dal do práce. K malbě měl určen čas od 9 do 12 dopoledne a od 14 do 17 odpoledne po dobu deseti dnů, přičemž na něj dohlížel jeden z místodržitelských radů. Pátého dne se na postup prací přišel osobně podívat bývalý císař Ferdinand I. Dobrotivý. Výsledek se vydařil tak, že byl Scheiwl ještě téhož roku vyzván namalovat několik výjevů z Karlštejna. Obrazy korunovačních klenotů později vydal František Skrejšovský jako populární prémii k předplatnému časopisu Světozor, a jeho prostřednictvím se dostaly do mnoha českých domácností.
V 70. letech Scheiwl vyučoval kreslení od ruky v kreslicí škole obchodní a průmyslové dívčí školy Ženského výrobního spolku českého. Roku 1888 věnoval tomuto spolku olejomalbu znázorňující alegorickou postavu Vědy.
Jeho tvorba byla v 60. a 70. letech 19. století populární, později byl ale byl jeho akademický a schematický styl považován za zastaralý. V posledních letech jej trápil šedý zákal, který mu postupně znemožnil další tvorbu. Poslední obraz, Nero, započatý tři roky před smrtí, už pro nemoc nedokončil.
Většinu děl namaloval pro církev: oltářní obrazy, prováděl jejich přemalby nebo repliky (označované nepřesně jako restaurování) a kreslil návrhové kartóny pro vitráže chrámových oken.

## Rodina
Roku 1862 se v Praze v kostele sv. Ducha oženil s Annou Gäuthovou z Prahy (1836-1914), s níž měl tři dcery (z nich Anna a Marie se dožily dospělého věku). Městské právo v Praze získal teprve roku 1901.
Pohřben byl na Olšanských hřbitovech.

## Dílo
K jeho dílům patří:
- tři návrhy na vitráže do oken katedrály v Hradci Králové
- dva návrhy na vitráže do oken katedrály sv. Víta v Praze
- hlavní oltářní obraz sv. Haštala a čtyři evangelisté pro Kostel svatého Haštala v Praze na Starém Městě
- dvanáct nástěnných maleb, dvanáct apoštolů a svatá Anna v kostele sv. Štěpána
- oltářní obraz sv. Josefa pro kostel sv. Pankráce v Praze na Pankráci
- čtyři malby alegorií pro Thunovský palác v Praze (Víra, Naděje, Láska, Moudrost)
- návrh sgrafita na fasádu Vyšší dívčí školy v Praze
- cyklus nástěnných maleb na občanské záložně v Karlíně, (zbořené v 80. letech 20. století)
- nástěnná malba v kostele sv. Václava na Smíchově
- oltářní obraz sv. Anny v kapli sv. Anny školských sester v Ječné ulici čp. 530/II v Praze na Novém Městě[10]
- oltářní obraz sv. Anny v kostele sv. Štěpána v Praze na Novém Městě, 1880
- oltářní obraz sv. Anna a sv.Jáchym vyučují Pannu Marii - silně přemaloval nebo nahradil originál obrazu Jana Kryštofa Lišky v kostele sv. Voršily v Praze, 1883-1884
- Svatá Ludmila své vrahy častující na Tetíně, olejomalba (1858), zakoupila Krasoumná jednota[3]
- epizoda z pronásledování Vršovců, olejomalba (1860), zakoupil František Karel Habsbursko-Lotrinský[3]
- oltářní obraz sv. Petra a Pavla a další výzdoba v kostele v Kojicích[3]
- tři oltářní obrazy v kostele sv. Mikuláše v Nechvalíně (dnes Nechvalice)[11]
- obrazy na plechových deskách v kaplích na poutní trase z Lorety do kláštera Hájek, instalované při jejich rekonstrukci v letech 1899-1900[12]

### Ilustrace literatury a časopisů
(výběr):
- Rukopis královédvorský, (1867, 1873)
- Karel Hynek Mácha: Máj, (1872)
- Památky krasopisné, vyňaté z rukopisů knihoven českých Františka Skrejšovského[13] (1869-1873)
- ilustrace pro časopis Světozor (např. portréty osobností nebo ilustrace k básni Poklad z Erbenovy Kytice z pověstí národních).[14]
- Kresby archeologických nálezů pro časopis Památky archeologické, Zapovu Česko-moravskou kroniku a jiné publikace.[3]

## Galerie

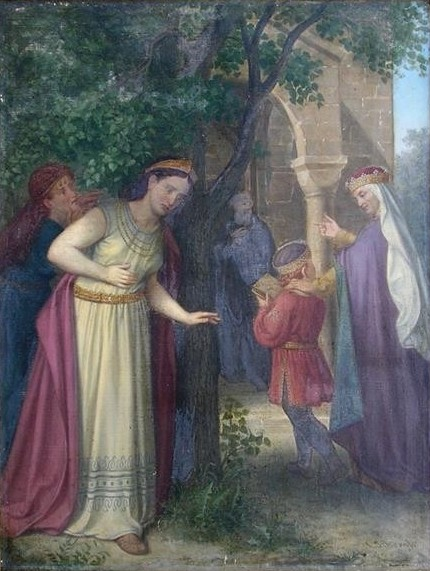
Josef Scheiwl - Ludmila a sv. Václav
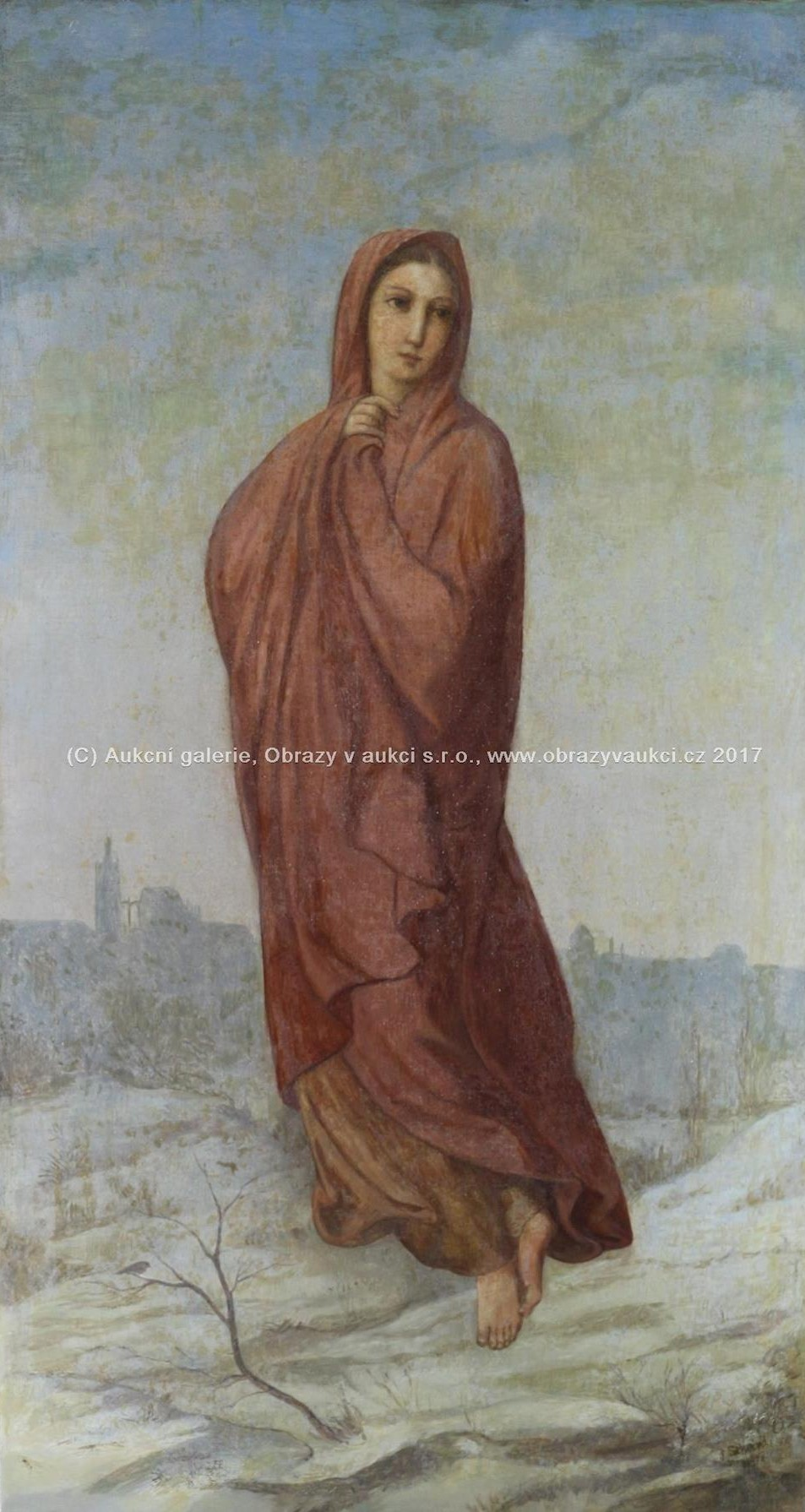
Josef Scheiwl - Alegorie zimy
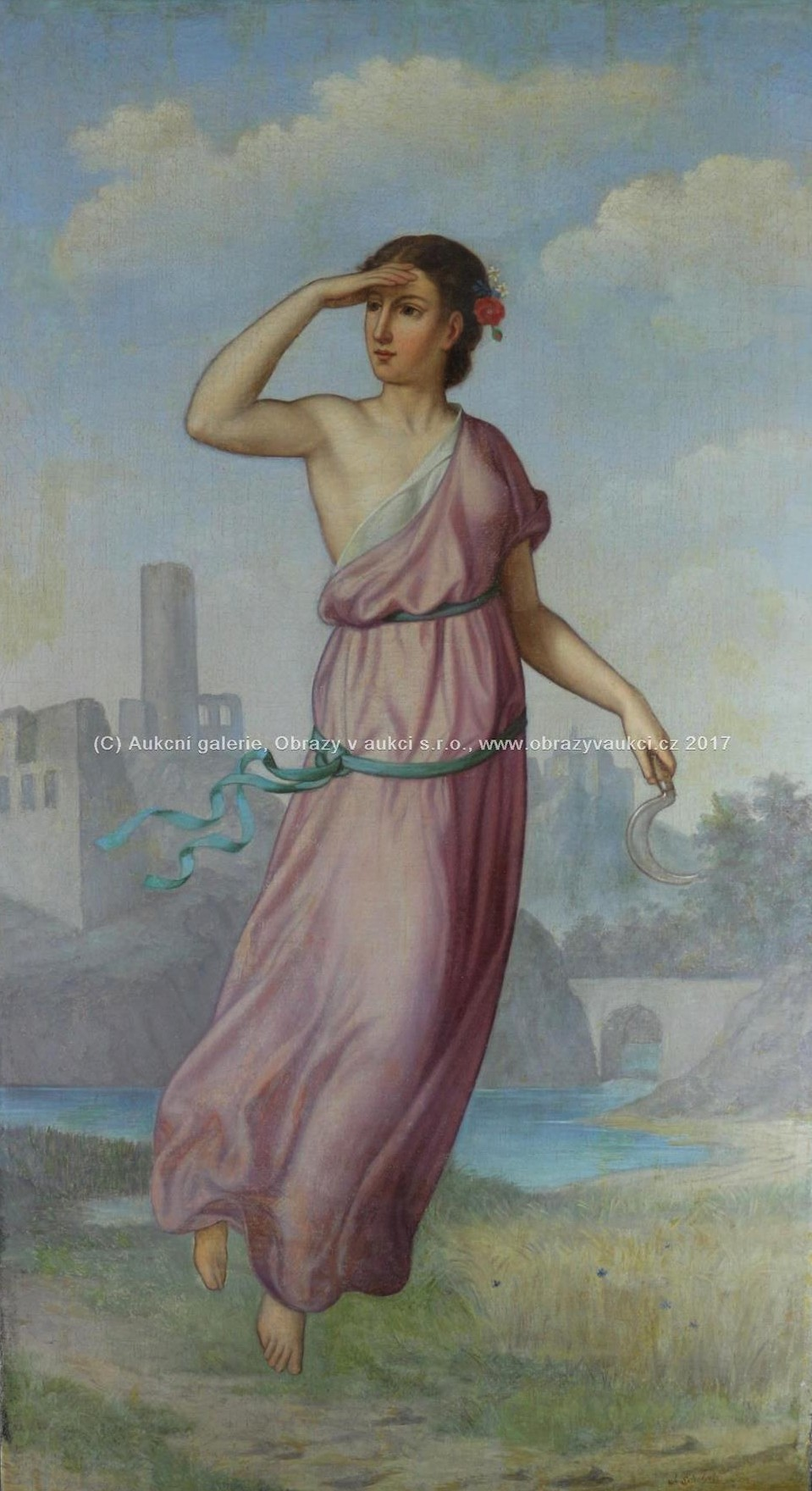
Josef Scheiwl - Alegorie léta
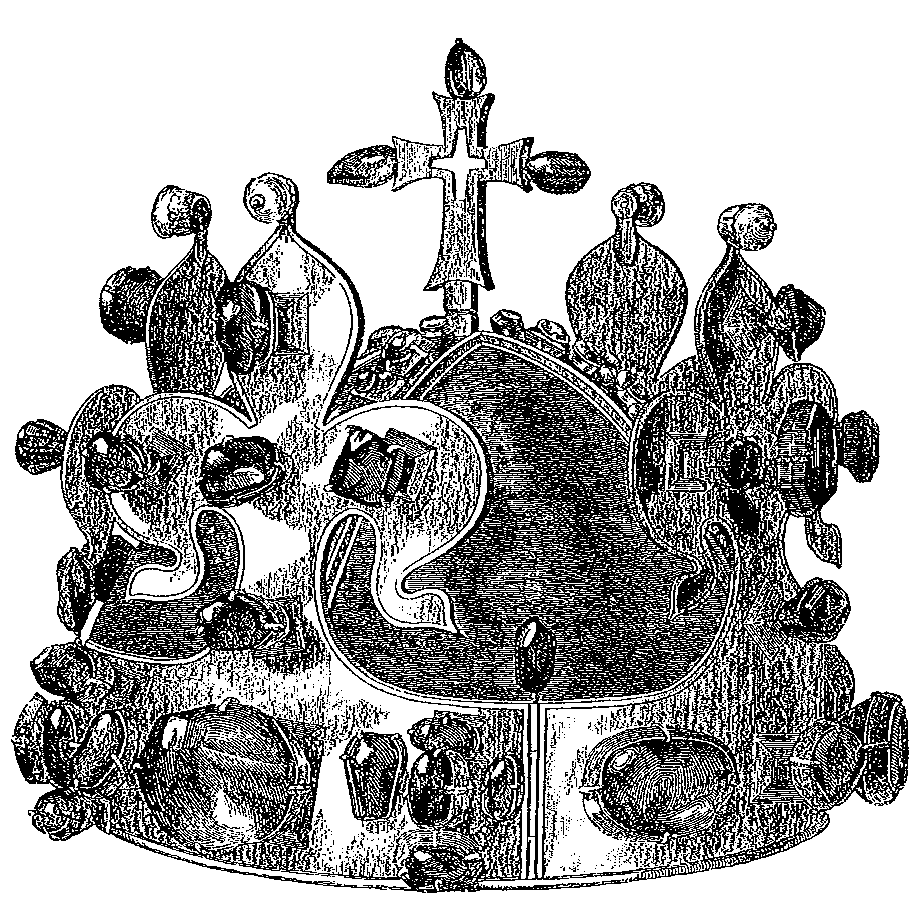
J. Scheiwl - Česká královská koruna (1857)
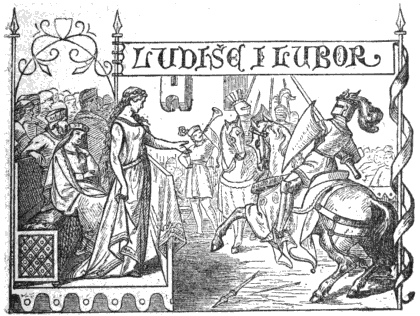
Ludiše a Lubor - ilustrace J. Scheiwla k Rukopisu královédvorskému
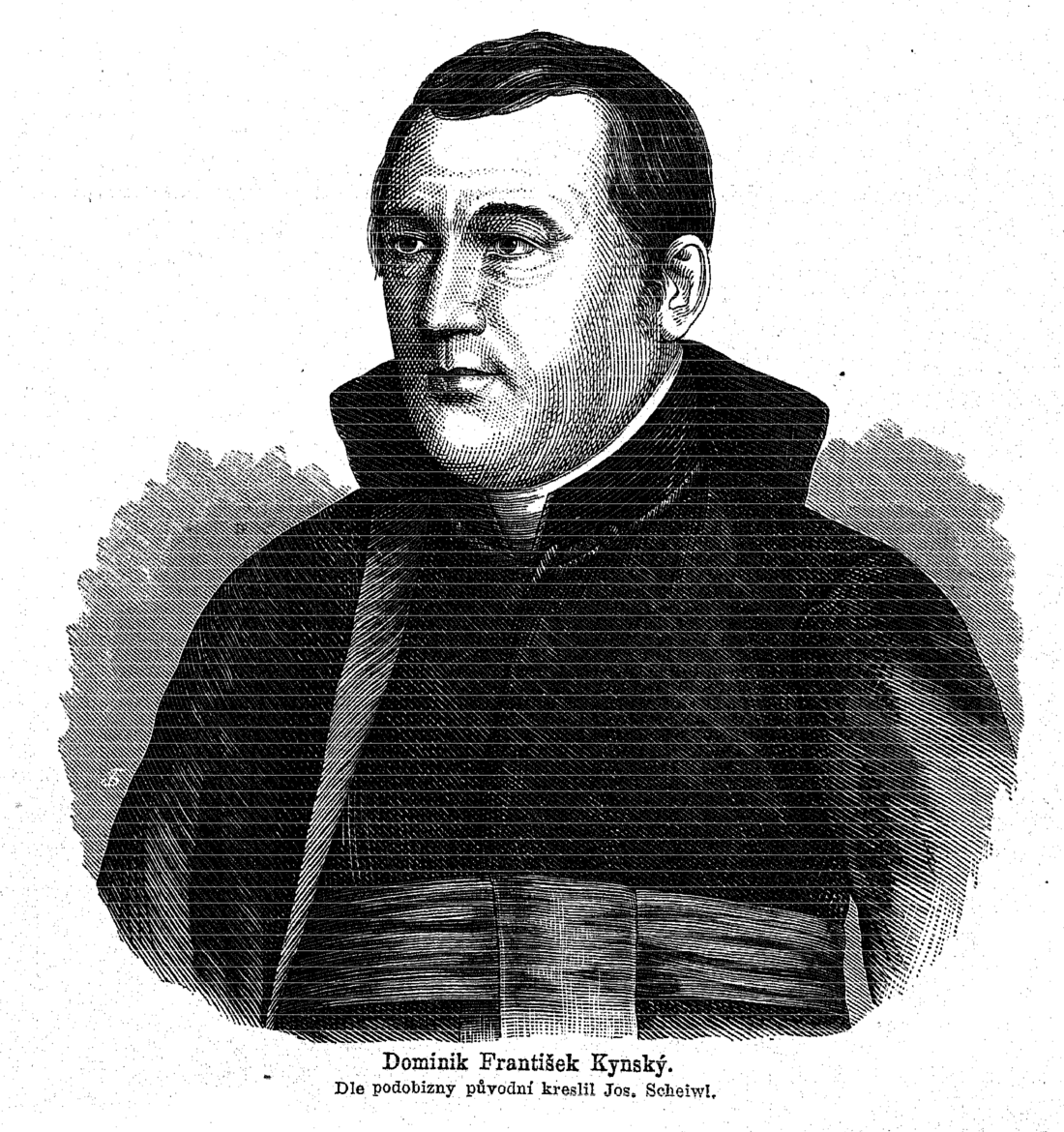
Josef Scheiwl - Portrét Dominika Kýnského (1869)
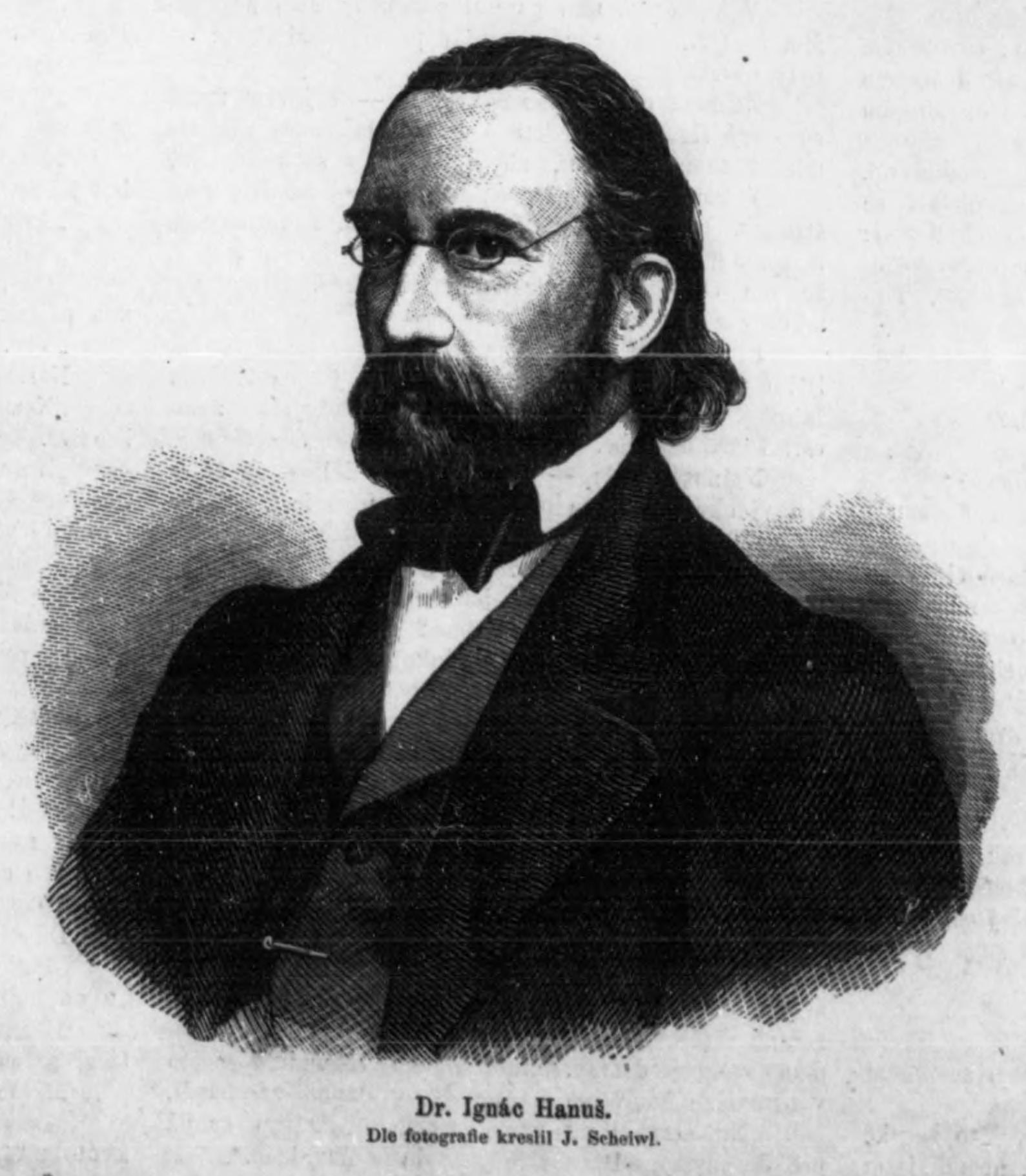
Josef Scheiwl - Portrét Ignáce Jana Hanuše (1869)